# Европа (лайнер)
Европа (нем. Europa) — немецкий трансатлантический лайнер, построенный для судоходной компании «Северогерманский Ллойд» на верфях Blohm & Voss в Гамбурге. С 1930 по 1933 годы владел Голубой лентой Атлантики. После Второй мировой войны был передан Френч Лайн и переименован в «Либертэ» (фр. Liberté).

## Конструктивные особенности

Профиль «Европы», трубы первоначального размера

Как и её старший брат «Бремен», «Европа» была создана для отвоёвывания Голубой ленты Атлантики. Двигатели новых лайнеров были самыми мощными на момент своего создания: общая мощность четырёх паровых турбин составляла 105 000 лошадиных сил. Эти двигатели позволяли судам разгоняться до 27,5 узлов, делая их самыми быстрыми судами в мире. Изначально судно имело весьма невысокие трубы, создававшие небольшое воздушное сопротивление и придававшие судну характерный облик, но создаваемое ими задымление верхней палубы заставило удлинить их.
Из технических новинок, установленных на новых лайнерах, был автопилот, который мог вести судно даже в самых плохих погодных условиях. Также на новых лайнерах были новые шведские измерители скорости.
После гибели «Титаника» безопасность пассажиров была приоритетом всех судоходных компаний. На шлюпочной палубе лайнеров были установлены 24 спасательные шлюпки, оснащённые собственными моторами. В этих шлюпках могли поместиться все люди на борту.
Так же, как и на «Иль де Франс», на «Бремене» и «Европе» была катапульта для самолёта. С помощью самолёта на берег доставлялась почта, когда судно было относительно близко к берегу. Через несколько лет катапульта и самолёт были сняты, так как этот было очень дорого и сложно.

## История

### Создание

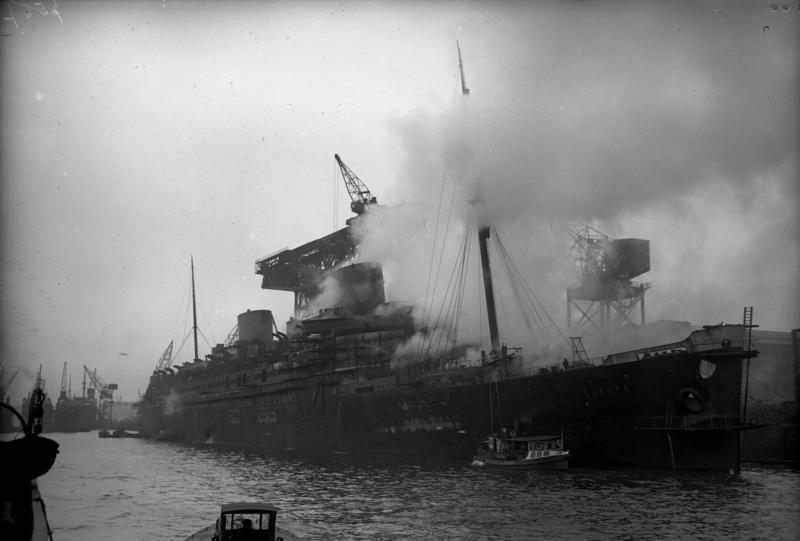
Горящая «Европа» на верфи

После поражения в Первой мировой войне, в 1920-х годах Германия потеряла также и весь свой коммерческий флот. Три гигантских лайнера Альберта Баллина: «Император», «Фатерланд» и «Бисмарк» были переданы Великобритании и Соединённым Штатам Америки как репарации. Почти все старые немецкие «лентоносцы» начала двадцатого столетия были уничтожены. Единственный оставшийся корабль — бывший рекордсмен «Дойчланд» 1900 года постройки. Но он был безнадёжно устаревшим, и поэтому, когда Германия более или менее восстановила свою экономику, все усилия были брошены на строительство новых океанских лайнеров.
Компания «Северогерманский Ллойд» заложила два новых лайнера в 1920-х годах — «Бремен» и «Европа». Первой войти в строй должна была «Европа». 1 августа 1928 года «Европа» была спущена на воду на верфи Blohm & Voss в Гамбурге. «Бремен» был спущен на воду в Бремене, на следующий день после «Европы». Теперь Германия могла считать, что поднялась с нуля, построив два самых быстрых лайнера в мире. Однако, строительство и соответственно ввод в строй «Европы» был отложен. 26 марта 1929 года судно было почти полностью завершено, но на борту возник пожар. Для того, чтобы потушить огонь судно было затоплено в акватории верфи на ровный киль. Из-за пожара начало эксплуатации судна было задержано на 10 месяцев. Также из-за пожара «Бремен» стал первым кораблём дуэта.

### Использование Германией
Наконец, «Европа» была готова к ходовым испытаниям в 1930 году, и 22 февраля, испытания были проведены. Испытания прошли успешно, и 19 марта 1930 года новый немецкий лайнер отправился в свой первый рейс. Этот рейс оказался рекордным, так как лайнер побил рекорд своего брата «Бремена» и преодолел северную Атлантику за 4 дня, 17 часов и 6 минут, идя со средней скоростью в 27,91 узлов. Во время плавания было обнаружено, что сажа создавала неудобства пассажирам, и поэтому по возвращении в Европу трубы лайнера были удлинены на 4,5 метра.
Два немецких лайнера продолжали работать на коммерческом маршруте, и в то время ещё не было судна, способного перехватить у них Голубую ленту Атлантики. Подобно Лузитании и Мавритании, два лайнера соревновались только между собой. В 1933 году «Европа» уступила ленту «Бремену», побившему рекорд сестры на 1 сотую узла (27,92 узлов). Однако в том же году итальянский лайнер «Рекс» отобрал ленту у «Бремена» и удерживал её до 1935 года, пока французский лайнер «Нормандия» не побил его рекорд.

### Вторая мировая война
Так как Адольф Гитлер хотел восстановить утраченную гордость Германии после Первой мировой войны и планировал крупномасштабную войну в Европе, оба лайнера рассматривались как потенциальные транспортные суда. 10 августа 1939 года «Европа» совершила последний коммерческий рейс до войны. Когда 1 сентября 1939 года Германия вторглась в Польшу, «Европа» вернулась в Германию после трансатлантического рейса. Лайнер был переведён из своего дока в Бремене в Бремерхафен для выполнения своей новой роли — плавучей казармы. Там корабль оставался до тех пор, пока его не решили использовать в операции «Морской лев». Эта означало, что «Европа» отправится в Норвегию, чтобы забрать союзнические войска и переправить их в южную Англию и Германию. Однако этот план был отвергнут Кригсмарине, как самоубийство. В 1942 году «Европу» решили переоборудовать в авианосец с 275-метровой взлётно-посадочной палубой. Этот план был также отвергнут.

### Использование ВМФ США и Францией

Профиль «Либертэ»

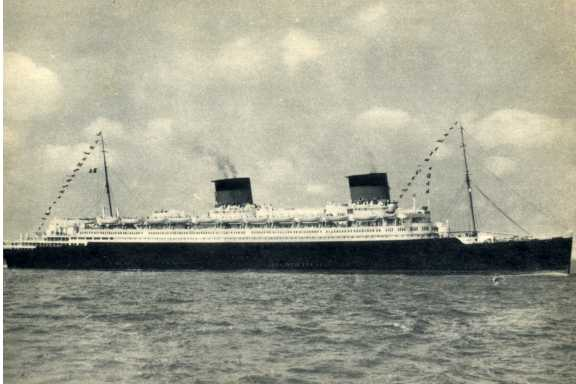
«Либертэ» в море

В мае 1945 года корабль был конфискован Соединёнными Штатами Америки, которые использовали его для транспортировки войск в том же году. В марте 1946 года «Европа» была передана французской судоходной компании «Компани Женераль Трансатлантик» в качестве военных репараций, и заменила «Нормандию», погибшую в результате пожара в гавани Нью-Йорка в 1942 году. Французы планировали переименовать новый корабль в «Лотарингию», но в конце концов его решили назвать «Либертэ» (фр. Свобода). Бывшая «Европа» была отбуксирована в Гавр для реставрации и преобразования во французский лайнер. Первыми подверглись изменениям трубы судна: вместо горчичного цвета, присущего Северогерманскому Ллойду, их перекрасили в цвета Френч Лайн — красная основа и чёрные верхушки. 8 декабря 1946 года, находясь всё ещё на стадии переоборудования, швартовы «Либертэ» оборвались во время шторма и судно отнесло течением к остову затонувшего в 1939 году лайнера «Париж». «Компани Женераль Трансатлантик» не желала повторения происшествия с «Нормандией» и затопили судно, что не позволило кораблю перевернуться. Позже были брошены все усилия на то, чтобы поднять судно, а в апреле следующего года задача была выполнена.
Судно было отбуксировано в Сен-Назер и перестроено на верфи Penhoët за 7 000 000 фунтов стерлингов. В 1949 году ещё один пожар на борту уничтожил большую часть новых пассажирских помещений. 2 августа 1950 «Либертэ» отправилась во второе первое плавание. Её партнёрами стали легендарные «Иль де Франс» и «Де Грасс», что позволило Франции обслуживать трансатлантический маршрут тремя очень разными и запоминающимися кораблями.

### Конец карьеры
«Либертэ» продолжала обслуживание североатлантического маршрута в течение пятидесятых годов XX века без особых происшествий, за исключением модификации дымовых труб. Трубы были ещё больше удлинены, чтобы дым не попадал на пассажирские зоны верхней палубы. В начале 1960-х годов стало очевидно, что «Либертэ» старое судно, спущенное на воду в 1920-х годах. В 1958 году на слом был отправлен «Иль де Франс», а Френч Лайн объявили, что «Либертэ» будет заменена 65 000-тонным лайнером. Этим лайнером стала «Франция», которая вошла в состав флота Франции 11 января 1962 года. В феврале того же года «Либертэ» была отправлена на слом в Италию. Несмотря на то, что кораблю было 33 года, он работал на коммерческом маршруте лишь 21 год.